# Dave Bronconnier
David "Dave" Thomas Bronconnier es un político canadiense y fue el 35º alcalde de Calgary, Alberta.

## Biografía
Bronconnier nació el 7 de octubre de 1962. Creció en la comunidad de Glenbrook, al suroeste de la ciudad, y cursó sus estudios en el Viscount Bennett High School. Se matriculó en la Universidad de Calgary, pero la abandonó poco después para buscar trabajo. Trabajó para el City of Calgary Electric System (Sistema Eléctrico de la Ciudad de Calgary) y para el Alberta Government Telephones (Teléfonos del Gobierno de Alberta). En 1983 montó una pequeña compañía de construcción, y en 1987, él y su compañero de negocios fundaron First General Services, empresa especializada en la reparación de daños cubiertos por seguros y en reparaciones de incendios. Está casado con Cindy Bronconnier, con la que tiene cuatro hijos.

## Carrera política
Bronconnier trabajó para el Ayuntamiento de Calgary como Concejal del Distrito 6. Fue elegido por primera vez en 1992 y sirvió durante tres mandatos antes de decidir presentarse a alcalde. En 1997, Bronconnier se presentó en las elecciones federales como candidato liberal de Calgary West, aunque fue derrotado por el candidato reformista Rob Anders. En 2001, el alcalde de Calgary de entonces, Al Duerr (que llevaba bastante tiempo en el cargo y era muy popular) se jubila y deja su asiento vacante. Esta vez, Bronconnier ganó por un estrecho margen a Bev Longstaff, el protegido de Duerr, en las elecciones a la alcaldía de 2001. Se convirtió así en el 35º alcalde de Calgary.
Desde entonces, la popularidad de Bronconnier entre los ciudadanos de Calgary se ha mantenido muy alta. 
Bronconnier fue reelegido en 2004 con casi el 80% de los votos emitidos.